# باشگاه فوتبال نوژن ساری
باشگاه فوتبال نوژن ساری یک باشگاه فوتبال ایرانی است که در شهر ساری، مرکز استان مازندران پایه‌گذاری شده‌است.
نوژن فصل ۹۰–۸۹ در گروه یک لیگ دسته اول فوتبال ایران بازی کرد و در تابستان ۱۳۹۱ امتیازش به شهرداری نوشهر فروخته شد که هم اکنون در لیگ دسته دوم کشور مشغول فعالیت می‌باشد.

## تاریخچه
نوژن تیم چندان شناخته‌شده‌ای نبود و شاید پرآوازه‌ترین رخداد در سال‌های فعالیتش، رویارویی‌اش با پرسپولیس در بازی نیمه‌پایانی جام حذفی در سال ۱۳۸۵ بود. در آن مسابقه نوژن پس از به دست آوردن نتیجهٔ تساوی، در ضربات پنالتی مغلوب پرسپولیس شد. مربی تیم نوژن، رضا تقوی بود.